# سن تروپز (ترانه)
«سن تروپز» (به انگلیسی: San Tropez) چهارمین آهنگ از آلبوم ۱۹۷۱ گروه موسیقی پراگرسیو/سایکدلیک راک پینک فلوید، با نام فضولی است.

## موسیقی وشعر
برخلاف سایر آهنگ‌های آلبوم این قطعه بدون همکاری سایر اعضا نوشته شده و راجر واترز آن را به تنهایی نوشت و سپس به استودیو آورد و مراحل ضبط به پایان رسید.این آهنگ تنها آهنگ البوم فضولی است که دیوید گیلمور در ساختش به عنوان همیار نقشی ایفا نکرد.آهنگ دربارهٔ مکانی به نام سینت-تروپز است که در فرانسه واقع شده است.

## مراحل ضبط
هنگامی که واترز آکوستیک را برای آهنگ می‌نواخت ،گیلمور نیز با اسلاید گیتار یک سولوی کوتاه را شامل آهنگ کرد.یک تک‌نوازی پیانوی بسط‌داده‌شده نیز توسط ریچارد رایت در قسمت‌های پایانی آهنگ قرار گرفت.

## سازندگان و نوازندگان
- ریچارد رایت - پیانو
- نیک میسن - درامز و سازهای کوبه‌ای
- راجر واترز -خواننده و گیتار آکوستیک ،گیتار بیس
- دیوید گیلمور - اسلاید گیتار